# 1928 في فرنسا
فيما يلي قوائم الأحداث التي وقعت خلال عام 1928 في فرنسا.

## سياسة

### تعيين في المنصب
- 1 يونيو – روبير شومان نائب فرنسي.
- 1 يونيو – فينسنت أوريول نائب فرنسي.
- 1 يونيو – موريس فيوليت نائب فرنسي.

### انتهاء فترة المنصب
- 31 مايو – جورج بونيت نائب فرنسي.
- 31 مايو – روبير شومان نائب فرنسي.
- 31 مايو – فينسنت أوريول نائب فرنسي.
- 31 مايو – موريس فيوليت نائب فرنسي.
- 11 نوفمبر – ريمون بوانكاريه وزير الاقتصاد والمالية والصناعة  [لغات أخرى]‏.

## رياضة
- 1 يناير – سباق طواف فرنسا 1928 الفائزون أندريه ليدوك، موريس دي وايل، نيكولا فرانتز.
- 8 أبريل – سباق باريس روبيه 1928 الفائزون تشارلز منير، أندريه ليدوك، Georges Ronsse [الإنجليزية]‏.

## كتب
من الكتب التي صدرت هذه السنة في فرنسا:
- 1 فبراير – وكالة بارنيت وشركاؤه من تأليف موريس لوبلان.

## مواليد

### يناير
- 6 يناير – كابيوسين[1]
- 15 يناير – رينيه فوتييه[2]
- 23 يناير – جين مورو[3]
- 24 يناير – ميشال سيرو ممثل فرنسي.[4]
- 26 يناير – روجر فاديم[5]

### فبراير
- 19 فبراير – ليون غلوفاكي لاعب كرة قدم فرنسي.
- 23 فبراير – أندريه ستراب لاعب كرة قدم فرنسي.[6]
- 27 فبراير – جان جوبير[7]

### مارس
- 1 مارس – جاك ريفيت[8]
- 2 مارس – كازيمير بيير زاليسكي فيزيائي فرنسي.[9]
- 23 مارس – كاميلي نينل لاعب كرة قدم فرنسي.
- 24 مارس – كريستيان بونسليه سياسي فرنسي.[10]
- 27 مارس – جان دوتو درّاج طريق فرنسي.

### أبريل
- 2 أبريل – سيرج غينسبور[11]
- 22 أبريل – إميل أنتونيو لاعب كرة قدم فرنسي.

### مايو
- 1 مايو – اندريه ويبر ممثل فرنسي.[12]
- 7 مايو – سيرج بلوسون دراج فرنسي.
- 15 مايو – آلان موينو درّاج طريق فرنسي.

### يونيو
- 16 يونيو – بيريت بلوخ فنانة فرنسية.[13]
- 20 يونيو – جان ماري لوبان سفاح ومرتكب مجازر في حق الشعب الجزائري.[14]

### يوليو
- 5 يوليو – بيار موروا سياسي فرنسي.[15]
- 15 يوليو – بال بينكو

### أغسطس
- 3 أغسطس – سيسيل أوبري كاتبة، ممثلة، مخرجة وسيناريست فرنسية.[16]
- 8 أغسطس – فرانسوا ريميتير لاعب كرة قدم فرنسي.
- 21 أغسطس – تينو ساباديني درّاج طريق فرنسي.

### سبتمبر
- 4 سبتمبر – دومينيك كولونا لاعب كرة قدم فرنسي.[17]
- 21 سبتمبر – إدوار غليسون[18]
- 27 سبتمبر – إليزابيث نيوفيلد

### أكتوبر
- 3 أكتوبر – كريستيان دوريولا مسايف فرنسي.[19]
- 31 أكتوبر – جان فرانسوا دينيو سياسي فرنسي.[20]

### نوفمبر
- 17 نوفمبر – أرمان[21]

### ديسمبر
- 31 ديسمبر – موريس سينيه رسام كراكتير فرنسي.[22]

## وفيات

### فبراير
- 22 فبراير – إيف غويو (مواليد 1843) سياسي فرنسي.[23]